# Dave Peverett
David Peverett sau Lonesome Dave (n. 16 aprilie 1943, Dulwich, South East London - d. 7 februarie 2000) a fost un muzician britanic. Este cel mai cunoscut ca vocalistul original al trupei Foghat pentru care a cântat și la chitară ritmică. A fondat Foghat ca urmare a plecării sale din grupul Savoy Brown.